# Język kazachski

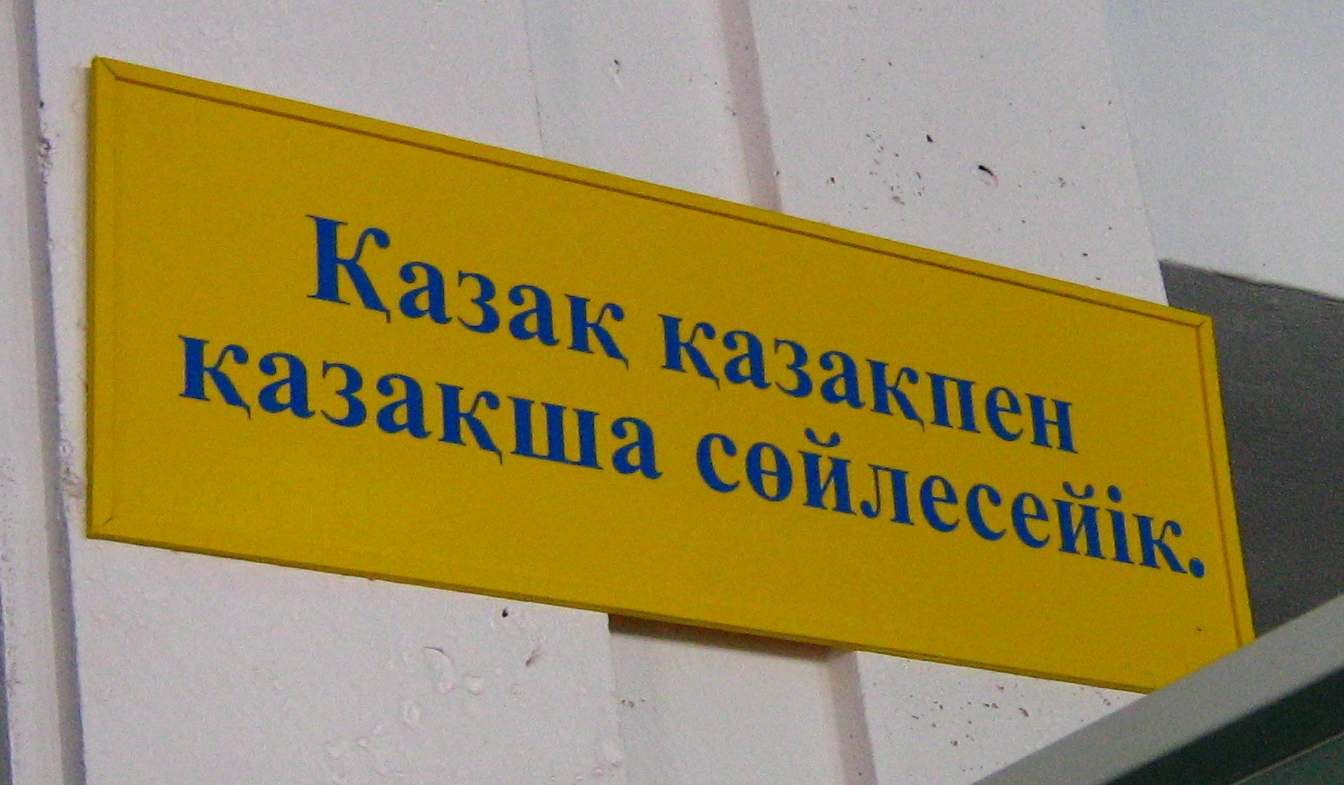
Napis w sanatorium w Ałmaty: Kazach z Kazachem niech mówi po kazachsku

Język kazachski, język kazaski (kaz. қазақ тілі, қазақша / qazaq tili, qazaqşa) – język z grupy kipczackiej języków turkijskich (wraz z językiem karakałpackim, nogajskim i północnymi dialektami uzbeckiego). Jest on językiem ojczystym dla około 8,3 miliona ludzi. Poza Kazachstanem używa się go między innymi w Chińskiej Republice Ludowej, Uzbekistanie, Rosji i Mongolii. Mniejsze skupiska Kazachów znajdują się także w Afganistanie, Iranie, Turcji i Niemczech.
W Kazachstanie język kazachski spełnia oficjalnie wszystkie funkcje języka państwowego – jest językiem wykładowym, powstaje w nim bogata literatura oraz inne teksty kultury (film, sztuki teatralne). W rzeczywistości jednak kazachski jest dopiero drugim (po rosyjskim) używanym w państwie językiem, do czego doprowadziła długotrwała rusyfikacja oraz odizolowanie od innych niż rosyjsko-radziecki kręgów kulturowych.

## Historia
Na terenie Kazachstanu przed językiem kazachskim funkcjonowało od XV wieku wiele blisko spokrewnionych dialektów, używanych przez ludy Kipczaków, Ujsunów, Żalajrów, Najmanów i innych. Już w tym czasie zaczął następować proces kształtowania się z nich języków literackich, z których wymienić należy język czagatajski i kipczacki. Oba funkcjonowały jako języki literatury oraz dokumentów, zawierały w sobie bardzo dużą ilość zapożyczeń perskich i arabskich, które stanowiły do 90% słownictwa.
Literacki język kazachski zaczął rodzić się dopiero od XVIII wieku. Za jego twórcę i klasyka uważany jest Abaj Ibrahim Kunanbajew. W epoce tej po kazachsku tworzyli też Buchar Żyrau, Katesz, Kobylan i inni. Okresem rozkwitu literatury kazachskiej był wiek dwudziesty – działali wtedy między innymi M. Żumabaj (twórca kazachskiej pedagogiki), Sz. Kudajbierdi (pierwszy kazachski historyk), A. Bajtursun (językoznawca, polityk i dziennikarz) oraz S. Sejfulin (poeta). Kres „złotej erze” przyniósł głód lat dwudziestych oraz czystki stalinowskie: wszyscy twórcy kazachskiej kultury zostali wówczas oskarżeni o nacjonalizm i usiłowanie oderwania Kazachstanu od Rosji. Także polityka kolonialna kontynuowana przez Związek Radziecki doprowadziła do wyniszczenia narodu kazachskiego, a co za tym idzie jego kultury oraz języka.
Odrodzenie języka kazachskiego wiąże się z odzyskaniem niepodległości Kazachstanu w 1991. W Kazachstanie powstaje obecnie coraz więcej szkół z językiem kazachskim jako wykładowym. Językiem tym porozumiewa się w dużej mierze wieś kazachska, natomiast w miastach ludzie posługują się najczęściej językiem rosyjskim. Także obszary północne Kazachstanu są bardziej zrusyfikowane. Niemniej, obserwuje się wyraźny trend do uczenia się języka kazachskiego wśród urodzonych w mieście Kazachów.

## Gramatyka
Biorąc pod uwagę konstrukcję morfologiczną jako kryterium klasyfikacji językowej, kazachski należy do języków aglutynacji przyrostkowej, co oznacza niezmienność tematu słowa oraz tworzenie form gramatycznych jedynie poprzez dodawanie do tematu przyrostków. Przyrostki te podporządkowują się zasadom harmonii wokalicznej oraz dźwięcznościowej asymilacji progresywnej. Zjawiska te warunkują istnienie kilku wariantów fonetycznych przyrostków, zależnie od wygłosowej samogłoski czy spółgłoski rdzenia.
W kazachskim bardzo wyraźnie zaznacza się podział między częściami mowy, co nie koliduje jednak z mnogością homonimów. Jest to spowodowane faktem, iż w języku tym podział na części mowy bazuje na kryterium syntaktycznym – zasadniczym podziałem jest rozgraniczenie imiennych części mowy (takich jak rzeczownik, przymiotnik i liczebnik) od czasowników. Te pierwsze mogą pełnić w zdaniu rolę podmiotu, dopełnienia lub przydawki względnej. Imiesłowowe formy czasownika podlegają z kolei tzw. nominalizacji, co oznacza, iż bezokolicznik i rzeczownik odczasownikowy stają się homonimami.
Język kazachski nie przewiduje funkcjonowania przedrostków jako osobnych elementów morfologicznych – zawarte są jedynie w zapożyczeniach rosyjskich, traktowane są tam jednak jako element tematu. Sam temat jest jednoznaczny z mianownikiem rzeczownika, przymiotnika lub liczebnika. Wyjątkiem jest jednak sytuacja, gdy temat zakończony jest na spółgłoskę bezdźwięczną poprzedzoną samogłoską – wtedy spółgłoska ta ulega udźwięcznieniu po dodaniu końcówki rozpoczynającej się od samogłoski. Rozróżnia się tematy proste (np. ит – pies) i złożone (np. жалданушы – podnajemca), jedno- lub wielosylabowe (czasami zdarza się, iż temat składa się wyłącznie z jednej samogłoski, np. у – jad).

## Pismo
Początki piśmiennictwa w języku kazachskim sięgają czasów pisma orchońskiego, zawierającego 24 litery. Od tego czasu w swojej historii język ten zapisywano alfabetem arabskim (do 1929), łacińskim (1929–1940) i cyrylicą (od 1940). Dziś używa się cyrylicy, która stanowi oficjalny system pisma w Republice Kazachstanu.

### Pismo arabskie
Język kazachski zapisywany był pierwotnie alfabetem arabskim nieprzystosowanym do struktury fonetycznej języka (zawierał on zbędne litery występujące jedynie w zapożyczeniach arabskich, nie uwzględniając oznaczeń na dźwięki charakterystyczne dla kazachskiego).
| Postać izolowana | Postać początkowa | Postać środkowa | Postać końcowa | Cyrylica |
| ---------------- | ----------------- | --------------- | -------------- | -------- |
| ا                |                   |                 | ﺎ              | а        |
| ٵ 0675           |                   |                 | ﺎ              | ә        |
| ب                | ﺑ                 | ﺒ               | ﺐ              | б        |
| ۆ 06C6           |                   |                 | ﯚ FBDA         | в        |
| گ FB92           | ﮔ FB94            | ﮕ FB95          | ﮓ FB93         | г        |
| ع                | ﻋ                 | ﻌ               | ﻊ              | ғ        |
| د                |                   |                 | ﺪ              | д        |
| ە 06D5           |                   |                 | ﻪ              | е        |
|                  |                   |                 |                | ё        |
| ج                | ﺟ                 | ﺠ               | ﺞ              | ж        |
| ز                |                   |                 | ﺰ              | з        |
| ي                | ﻳ                 | ﻴ               | ﻲ              | и        |
| ي                | ﻳ                 | ﻴ               | ﻲ              | й        |
| ك                | ﻛ                 | ﻜ               | ﻚ              | к        |
| ق                | ﻗ                 | ﻘ               | ﻖ              | қ        |
| ل                | ﻟ                 | ﻠ               | ﻞ              | л        |
| م                | ﻣ                 | ﻤ               | ﻢ              | м        |
| ن                | ﻧ                 | ﻨ               | ﻦ              | н        |
| ڭ 06AD           | ﯕ FBD5            | ﯖ FBD6          | ﯔ FBD4         | ң        |
| و                |                   |                 | ﻮ              | о        |
| ٶ 0676           |                   |                 | ٴو             | ө        |
| پ FB56           | ﭘ FB58            | ﭙ FB59          | ﭗ FB57         | п        |
| ر                |                   |                 | ﺮ              | р        |
| س                | ﺳ                 | ﺴ               | ﺲ              | с        |
| ت                | ﺗ                 | ﺘ               | ﺖ              | т        |
| ۋ 06CB           |                   |                 | ﯟ FBDF         | у        |
| ۇ FBD7           |                   |                 | ﯘ FBD8         | ұ        |
| ٷ 0677           |                   |                 | ﯘ FBD8         | ү        |
| ف                | ﻓ                 | ﻔ               | ﻒ              | ф        |
| ح                | ﺣ                 | ﺤ               | ﺢ              | х        |
| ھ                | ﮬ                 | ﻬ               |                | һ        |
| چ FB7A           | ﭼ FB7C            | ﭽ FB7D          | ﭻ FB7B         | ч        |
| ش                | ﺷ                 | ﺸ               | ﺶ              | ш        |
|                  |                   |                 |                | щ        |
|                  |                   |                 |                | ъ        |
| ﯼ                | ﯨ FBE8            | ﯩ FBE9          | ﯽ              | ы        |
| ٸ 0678           | ﯨ FBE8            | ﯩ FBE9          | ﯽ              | і        |
|                  |                   |                 |                | ь        |
|                  |                   |                 |                | э        |
| ۉ 06C9           |                   |                 |                | ю        |
|                  |                   |                 |                | я        |
| ٴ 0674           |                   |                 |                |          |
| ﻻ                |                   |                 | ﻼ              | ла       |

Strona internetowa Międzynarodowej Agencji Informacyjnej „Kazinform” zawiera sekcję publikującą treść właśnie przy pomocy zapisu arabskiego języka kazachskiego.

### Cyrylica
Zmodyfikowana cyrylica stanowiła alfabet służący do oficjalnego zapisu języka kazachskiego w Kazachstanie do października 2017 (w 2025 ostatecznie zastąpić ją w tej roli ma zmodyfikowany alfabet łaciński). Pierwszą urzędową wersję kazachskiej cyrylicy wprowadzono w 1940. Litery Вв, Ёё, Цц, Чч, Щщ, Ъъ, Ьь, Ээ występują wyłącznie w zapożyczeniach.
| А а | Ә ә | Б б | В в | Г г | Ғ ғ | Д д |
| Е е | Ё ё | Ж ж | З з | И и | Й й | К к |
| Қ қ | Л л | М м | Н н | Ң ң | О о | Ө ө |
| П п | Р р | С с | Т т | У у | Ұ ұ | Ү ү |
| Ф ф | Х х | Һ һ | Ц ц | Ч ч | Ш ш | Щ щ |
| Ъ ъ | Ы ы | І і | Ь ь | Э э | Ю ю | Я я |

### Alfabet łaciński

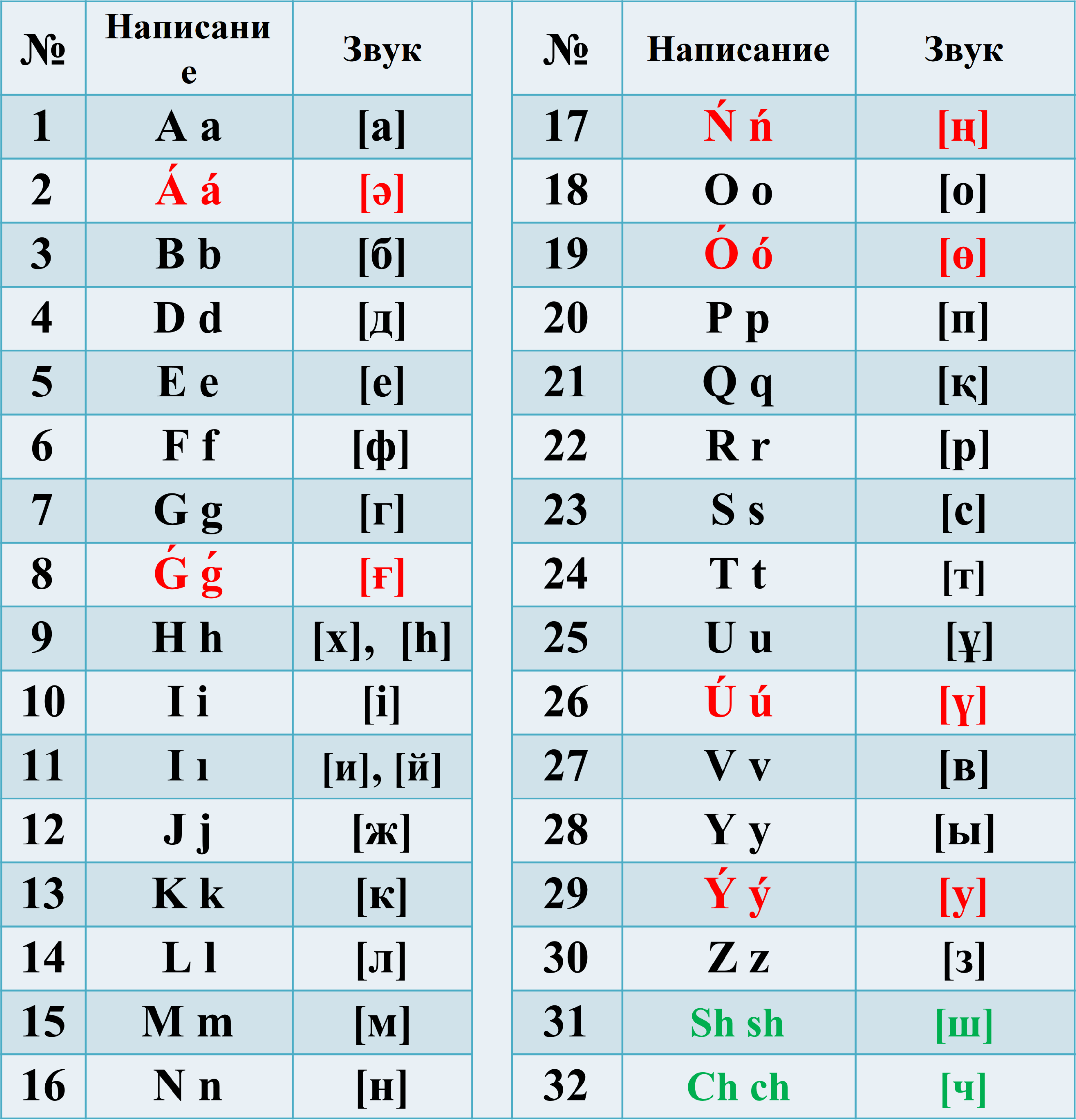
Alfabet łaciński wprowadzony dekretem nr 637 Prezydenta Republiki Kazachstanu z dnia 19 lutego 2018

Wersja kazachskiego alfabetu łacińskiego z 2021 r., Oficjalnie używana od 2023 roku

W październiku 2006 prezydent Kazachstanu, Nursułtan Nazarbajew, ponownie podjął dyskusję na temat zapisu kazachskiego zmodyfikowaną, tureckopodobną łacinką. Według badań opublikowanych przez kazachski rząd we wrześniu 2007, przejście na alfabet łaciński możliwe by było w okresie 10 do 12 lat, a koszt całej operacji wyniósłby 300 milionów dolarów amerykańskich. 13 grudnia 2007 Nazarbajew wycofał się jednak z idei zmiany alfabetu, tłumacząc swe odejście od poprzedniego stanowiska tym, iż przez blisko 70 lat Kazachowie czytali w cyrylicy, ponadto w Kazachstanie żyje ponad 100 różnych narodowości, dlatego pośpiech w tej materii nie jest konieczny.
Ponownie temat przejścia na alfabet łaciński pojawił się w 2017, kiedy prezydent Nazarbajew polecił rządowi przygotowanie harmonogramu przejścia na nowy system zapisu, przy czym nakazał opracować alfabet do końca, a począwszy od 2018 szkolić nauczycieli i wydawać podręcznik, a cały proces zakończyć najpóźniej w 2025. Dekretem Prezydenta nr 569 z 26 października 2017 wprowadzono nakaz zastąpienia cyrylicy alfabetem łacińskim do 2025.

## Transkrypcja alfabetu kazachskiego na alfabet polski
Komisja Standaryzacji Nazw Geograficznych zaleca system ISO 9:1995 oraz polską transkrypcję fonetyczną.
| Litera kazachska | Uwagi                            | Transkrypcja na język polski |
| ---------------- | -------------------------------- | ---------------------------- |
| А а              |                                  | a                            |
| Ə ə              |                                  | ä                            |
| Б б              |                                  | b                            |
| В в              |                                  | w                            |
| Г г              |                                  | g                            |
| Ғ ғ              |                                  | g                            |
| Д д              |                                  | d                            |
| Е е              |                                  | e                            |
| Е е              | na początku                      | je                           |
| Е е              | ie                               |                              |
| Ё ё              |                                  | o                            |
| Ё ё              | jo                               |                              |
| Ё ё              | io                               |                              |
| Ж ж              |                                  | ż                            |
| З з              |                                  | z                            |
| И и              |                                  | i                            |
| Й й              |                                  | j                            |
| К к              |                                  | k                            |
| Қ қ              |                                  | k                            |
| Л л              | przed e, и, ю, na końcu          | l                            |
| Л л              | przed а, о, у, ы, na końcu       | ł                            |
| М м              |                                  | m                            |
| Н н              |                                  | n                            |
| Ң ң              |                                  | ng                           |
| О о              |                                  | o                            |
| Ө ө              |                                  | ö                            |
| П п              |                                  | p                            |
| Р р              |                                  | r                            |
| С с              |                                  | s                            |
| Т т              |                                  | t                            |
| У у              |                                  | u                            |
| Ұ ұ              |                                  | u                            |
| Ү ү              |                                  | ü                            |
| Ф ф              |                                  | f                            |
| Х х              |                                  | ch                           |
| Һ һ              |                                  | h                            |
| Ц ц              |                                  | c                            |
| Ч ч              |                                  | cz                           |
| Ш ш              |                                  | sz                           |
| Щ щ              |                                  | szcz                         |
| Ъ ъ              |                                  | –                            |
| Ы ы              |                                  | y                            |
| I i              |                                  | y                            |
| Ь ь              |                                  | –                            |
| Э э              |                                  | e                            |
| Ю ю              |                                  | u                            |
| Ю ю              | ju                               |                              |
| Ю ю              | iu                               |                              |
| Я я              |                                  | a                            |
| Я я              | na początku, po ь, po samogłosce | ja                           |
| Я я              | ia                               |                              |